# Thiego
Thiego, właśc. William Thiego de Jesus (ur. 22 lipca 1986 w Aracaju, zm. 28 listopada 2016 w La Unión) – brazylijski piłkarz występujący na pozycji obrońcy.

## Kariera
Thiego karierę rozpoczynał w 2006 roku w zespole Sergipe. W 2007 roku przeszedł do Grêmio, grającego w Série A. W tym samym roku wraz z zespołem dotarł do finału Copa Libertadores. Z kolei w 2008 roku wywalczył z Grêmio wicemistrzostwo Brazylii. W 2010 roku został wypożyczony do japońskiego Kyoto Sanga. W J1 League zadebiutował 7 marca 2010 w przegranym 0:2 meczu z Visselem Kobe. W Kyoto Thiego spędził sezon 2010. Dwa kolejne sezony również spędził na wypożyczeniu, najpierw w EC Bahia (Série A), a następnie w Cearze z Série B.
W 2013 roku został zawodnikiem klubu Figueirense, występującego w Série B. Po sezonie 2013 odszedł stamtąd do azerskiego Xəzəru Lenkoran. W 2015 roku wrócił do Brazylii, gdzie podpisał kontrakt z Chapecoense z Série A. Ostatnie oficjalne spotkanie przed śmiercią rozegrał 24 listopada 2016 w ramach rozgrywek Copa Sudamericana przeciwko San Lorenzo de Almagro (0:0).

## Śmierć
28 listopada 2016 zginął w katastrofie samolotu LaMia Airlines 2933.